# Angelo Ogbonna
Pour les articles homonymes, voir Ogbonna.
Angelo Obinze Ogbonna, né le 23 mai 1988 à Cassino dans le Latium est un footballeur international italien, qui évolue au poste de défenseur central.
Angelo commence sa carrière de footballeur professionnel en Italie, au Torino Football Club, son club formateur. En 2013, après une saison dans le championnat d'Italie, Ogbonna rejoint le club rival de la Juventus. Avec le club turinois, il est sacré à deux reprises champion d'italie et atteint la finale de la Ligue des champions de l'UEFA 2014-2015. En concurrence avec Andrea Barzagli, Giorgio Chiellini et Leonardo Bonucci, il rejoint le West Ham United Football Club en juillet 2015. 
Angelo Ogbonna est sélectionné à plusieurs reprises avec l'équipe d'Italie. Il est notamment membre de l'équipe finaliste du championnat d'Europe 2012 puis quart-de-finaliste du championnat d'Europe 2016.

## Biographie

### En club

#### Formation et confirmation au Torino Football Club
Angelo Ogbonna commence à jouer au football dans une équipe de jeunes du Cassino 1924, au poste de défenseur central. En 2002, il est repéré par le Torino Football Club qui l'achète pour 3000€ (selon les recommandations d'Antonio Comi) puis l'intègre dans l'équipe de jeunes du club. Lors de la saison 2006-2007, à l'âge de 18 ans, il est intégré à l'équipe première et joue son premier match en Serie A contre l'Associazione Sportiva Dilettantistica Reggio Calabria, en tant que titulaire. Durant cette première saison au haut niveau, Ogbonna joue un total de quatre matchs. En août 2007, Ogbonna est prêté pour l'intégralité de la saison 2007-2008 au FC Crotone. En troisième division italienne, Ogbonna joue 22 matchs et passe tout près de la montée en deuxième division, atteignant les demi-finales des matchs de barrage. 
Lors de la saison 2008-2009, Ogbonna retourne au Torino et joue 19 matchs de championnat et quatre matchs de coupe d'Italie. Le club turinois est néanmoins relégué en deuxième division à la fin de la saison. En Serie B, Ogbonna devient titulaire dans la défense centrale des Grenats. Le 17 avril 2010, Ogbonna marque son premier but avec le Torino lors d'un match nul un but partout contre l'Associazione Calcio Cesena. Le 15 août 2010, lors du deuxième tour de coupe d'Italie, Ogbonna porte le brassard de capitaine pour la première fois de sa carrière. Son équipe se qualifie pour le tour suivant sur le score de trois buts à un contre Cosenza Calcio, après les prolongations. En trois saisons de Serie B avec le Torino, Ogbonna joue un total de 105 matchs et aide son club à retrouver l'élite du football italien en 2012, en terminant deuxième du championnat 2011-2012, derrière le Delfino Pescara 1936. Le 2 février 2012, quelques mois avant la montée du Torino en Serie A, Ogbonna prolonge son contrat avec le club turinois jusqu'en juin 2016.

#### Découverte de la Ligue des Champions au Juventus Football Club
Le 11 juillet 2013, Angelo Ogbonna passe sa visite médicale puis signe au Juventus Football Club pour un montant de 12 millions d'euros et 2 millions de bonus payables en trois ans. Il devient alors le premier capitaine des Grenats à signer chez le rival de la Juventus, attirant ainsi les critiques des supporteurs du Torino Football Club.
Ogbonna fait ses débuts en Ligue des champions de l'UEFA le 17 septembre 2013, face au Football Club Copenhague,. Malgré la concurrence d'Andrea Barzagli, Leonardo Bonucci et Giorgio Chiellini en défense centrale, Ogbonna joue 25 matchs toutes compétitions confondues, principalement lors de la seconde moitié de saison, l'équipe de la Juventus étant régulièrement modifiée entre les matchs de coupe d'Italie, de championnat et de Ligue des Champions. Ogbonna joue 16 matchs de Serie A lors de cette saison et participe au sacre de la Juventus dans la compétition. Il fait également partie de l'équipe victorieuse de la supercoupe d'Italie 2013. Lors de la saison 2014-2015, Ogbonna est une nouvelle fois champion d'Italie, jouant 25 matchs dans la compétition. Son équipe remporte en fin de saison la coupe d'Italie 2014-2015, mais Ogbonna n'est pas utilisé lors de la finale face à la Società Sportiva Lazio. Le 6 juin 2015, il est remplaçant lors de la finale de Ligue des Champions perdue trois buts à un face au FC Barcelone.

#### Débuts en Premier League au West Ham Union Football Club
Le 10 juillet 2015, Ogbonna rejoint le West Ham Union Football Club pour un montant de 11 millions d'euros et signe un contrat de quatre ans avec le club anglais,. Il fait ses débuts vingt jours plus tard lors du troisième tour qualificatif de Ligue Europa face à l'AFC Astra Giurgiu. Titularisé lors de ce match, il marque à la 82e minute un but contre-son-camp qui permet aux joueurs de l'Astra Giurgiu d'arracher le match nul deux buts partout. Le 9 février 2016, il marque son premier but avec West Ham à la 121e minute du match rejoué contre Liverpool et permet à son équipe, victorieuse deux buts à un, de se qualifier pour le cinquième tour de FA Cup.

### En sélection nationale
En août 2009, Ogbonna fait ses débuts avec l'équipe d'Italie des moins de 20 ans lors d'un match amical face à la Russie.  
Le 10 août 2011, il est convoqué pour la première fois en équipe senior, par Cesare Prandelli, pour disputer un match face à l'Espagne. Il n'entre finalement pas en jeu durant ce match. Trois mois plus tard, le 11 novembre 2011, il joue son premier match avec l'équipe nationale d'Italie contre la Pologne,. Il entre en jeu à la place de Domenico Criscito à la 77e minute de jeu. 
Ogbonna est retenu par Cesare Prandelli pour participer à l'Euro 2012 mais ne participe à aucun match de la compétition. Quatre ans plus tard, en mai 2016, Ogbonna fait partie d'une liste provisoire de 30 joueurs susceptibles de participer au Championnat d'Europe 2016 puis est retenu par Antonio Conte dans la liste finale de 23 joueurs. Déjà qualifiée pour la phase finale de la compétition, l'équipe d'Italie est légèrement modifiée lors du dernier match de poule face à l'équipe de république d'Irlande. Ogbonna est ainsi titularisé aux côtés de ses anciens coéquipiers au Juventus Football Club lors de la défaite un but à zéro des Italiens.

## Statistiques
| Saison                | Club                  | Championnat           | Championnat | Championnat | Coupe(s) nationale(s) | Coupe(s) nationale(s) | Compétition(s) continentale(s) | Compétition(s) continentale(s) | Compétition(s) continentale(s) | Italie | Italie | Total | Total |
| Saison                | Club                  | Division              | M.          | B.          | M.                    | B.                    | Comp.                          | M.                             | B.                             | M.     | B.     | M.    | B.    |
| 2006-2007             | Torino                | Serie A               | 4           | 0           | 0                     | 0                     | -                              | -                              | -                              | -      | -      | 4     | 0     |
| Sous-total            | Sous-total            | Sous-total            | 4           | 0           | 0                     | 0                     | -                              | -                              | -                              | -      | -      | 4     | 0     |
| 2007-2008             | FC Crotone (prêt)     | Serie C1              | 22          | 0           | 0                     | 0                     | -                              | -                              | -                              | -      | -      | 22    | 0     |
| Sous-total            | Sous-total            | Sous-total            | 22          | 0           | 0                     | 0                     | -                              | -                              | -                              | -      | -      | 22    | 0     |
| 2008-2009             | Torino                | Serie A               | 19          | 0           | 4                     | 0                     | -                              | -                              | -                              | -      | -      | 23    | 0     |
| 2009-2010             | Torino                | Serie B               | 28          | 1           | 4                     | 0                     | -                              | -                              | -                              | -      | -      | 32    | 1     |
| 2010-2011             | Torino                | Serie B               | 34          | 0           | 2                     | 0                     | -                              | -                              | -                              | -      | -      | 36    | 0     |
| 2011-2012             | Torino                | Serie B               | 39          | 0           | 2                     | 0                     | -                              | -                              | -                              | 3      | 0      | 44    | 0     |
| 2012-2013             | Torino                | Serie A               | 22          | 0           | 1                     | 0                     | -                              | -                              | -                              | 3      | 0      | 26    | 0     |
| Sous-total            | Sous-total            | Sous-total            | 142         | 1           | 13                    | 0                     | -                              | -                              | -                              | 6      | 0      | 161   | 1     |
| 2013-2014             | Juventus              | Serie A               | 16          | 0           | 3                     | 0                     | C1                             | 6                              | 0                              | 3      | 0      | 28    | 0     |
| 2014-2015             | Juventus              | Serie A               | 25          | 0           | 4                     | 0                     | C1                             | 1                              | 0                              | 1      | 0      | 31    | 0     |
| Sous-total            | Sous-total            | Sous-total            | 41          | 0           | 7                     | 0                     | -                              | 7                              | 0                              | 4      | 0      | 59    | 0     |
| 2015-2016             | West Ham              | Premier League        | 28          | 0           | 5                     | 1                     | C3                             | 1                              | 0                              | 1      | 0      | 35    | 1     |
| 2016-2017             | West Ham              | Premier League        | 20          | 0           | 4                     | 0                     | C3                             | 2                              | 0                              | -      | -      | 26    | 0     |
| 2017-2018             | West Ham              | Premier League        | 31          | 1           | 7                     | 2                     | -                              | -                              | -                              | -      | -      | 38    | 3     |
| 2018-2019             | West Ham              | Premier League        | 24          | 1           | 5                     | 2                     | -                              | -                              | -                              | -      | -      | 29    | 3     |
| 2019-2020             | West Ham              | Premier League        | 31          | 2           | 1                     | 0                     | -                              | -                              | -                              | -      | -      | 32    | 2     |
| 2020-2021             | West Ham              | Premier League        | 28          | 3           | 2                     | 0                     | -                              | -                              | -                              | -      | -      | 30    | 3     |
| 2021-2022             | West Ham              | Premier League        | 11          | 1           | 0                     | 0                     | C3                             | -                              | -                              | -      | -      | 11    | 1     |
| 2022-2023             | West Ham              | Premier League        | 16          | 0           | 4                     | 0                     | C4                             | 10                             | 0                              | -      | -      | 30    | 0     |
| 2023-2024             | West Ham              | Premier League        | 11          | 0           | 2                     | 0                     | C3                             | 3                              | 0                              | -      | -      | 16    | 0     |
| Sous-total            | Sous-total            | Sous-total            | 200         | 8           | 30                    | 5                     | -                              | 16                             | 0                              | 1      | 0      | 247   | 13    |
| Total sur la carrière | Total sur la carrière | Total sur la carrière | 410         | 9           | 50                    | 5                     | -                              | 23                             | 0                              | 11     | 0      | 494   | 14    |

## Palmarès

### Palmarès en club
| Torino - Championnat d'Italie D2 : - Vice-champion : 2011-12. |  | Juventus - Championnat d'Italie (2) : - Champion : 2013-14 et 2015. - Coupe d'Italie (1) : - Vainqueur : 2014-2015 - Supercoupe d'Italie (1) : - Vainqueur : 2013. - Finaliste : 2014. - Ligue des champions : - Finaliste : 2015 |  | West Ham United - Ligue Europa Conférence (1) : - Vainqueur en 2023 |

### Palmarès en sélection
Italie
- Championnat d'Europe :
  - Finaliste : 2012.